# French Bee
La French Bee SAS è una compagnia aerea a basso costo francese a lungo raggio basata a Parigi-Orly, filiale del "Groupe Dubreuil" e consociata di Air Caraïbes.

## Storia
Nel 2016 il Groupe Dubreuil, proprietario di Air Caraïbes, creò l'aerolinea a basso costo French Blue. Essa ha operato alcuni voli a lungo raggio per conto di Air Caraïbes dal 1º luglio 2016, prima di effettuare il primo volo di linea da Parigi Orly a Punta Cana il 10 settembre 2016.
Nel novembre 2017, mentre l'aviolinea stava facendo domanda al Dipartimento dei Trasporti degli Stati Uniti, per ottenere il permesso di vettore aereo straniero ad iniziare il servizio nel paese; JetBlue Airways sollevò obiezioni in quanto la compagnia utilizzava il nominativo "Blue", presente all'interno del nome di JetBlue Airways. Di conseguenza, dal 30 gennaio 2018, la società è stata ribattezzata French Bee, ovvero "ape francese", con tutte le implicazioni ambientali del caso.

## Accordi commerciali
French Bee ha accordi di codeshare con le seguenti compagnie:
- Air Caraïbes

## Flotta

### Flotta attuale

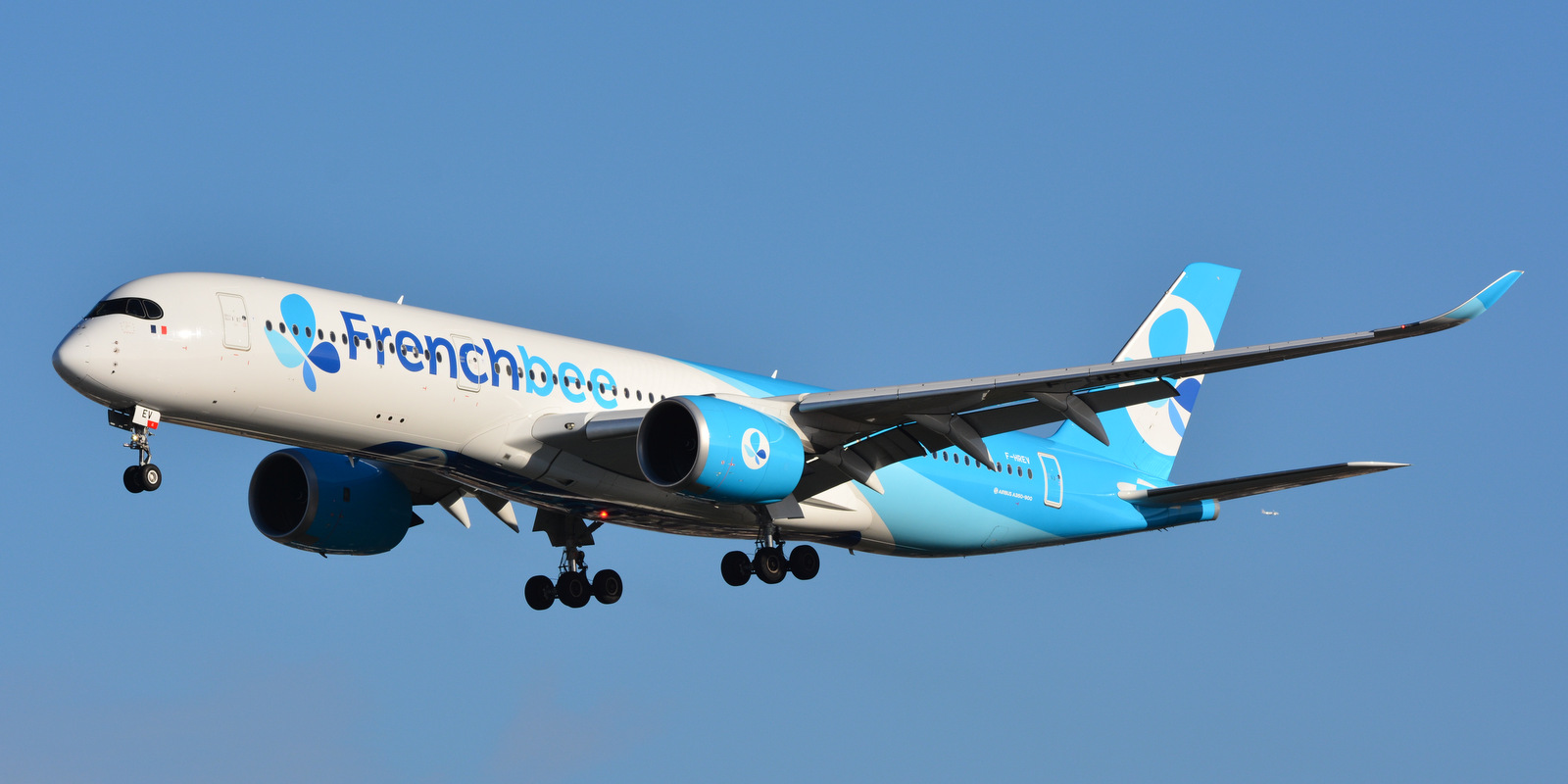
Un Airbus A350-900.

A maggio 2025, la flotta di French Bee risulta composta dai seguenti aerei:

### Flotta storica

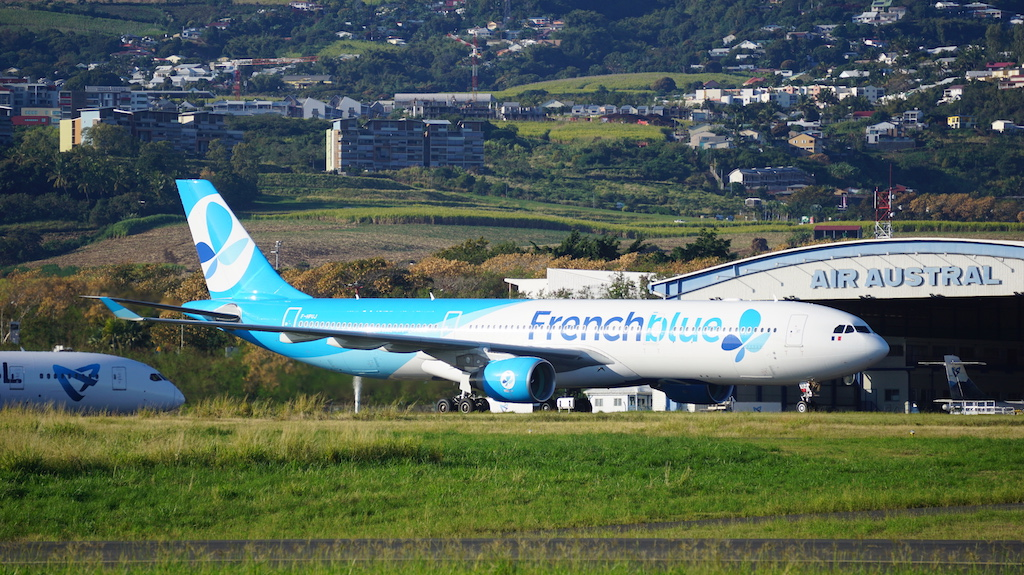
Un Airbus A330-300. nei colori French Blue

Nel corso degli anni, French Bee ha operato con i seguenti aeromobili: